# La Fauria (Puèi Domat)
La Forie és un municipi francès situat al departament del Puèi Domat i a la regió d'Alvèrnia-Roine-Alps. L'any 2007 tenia 349 habitants.

## Demografia

### Població
El 2007 la població de fet de La Forie era de 349 persones. Hi havia 160 famílies de les quals 52 eren unipersonals (20 homes vivint sols i 32 dones vivint soles), 48 parelles sense fills, 48 parelles amb fills i 12 famílies monoparentals amb fills.
La població ha evolucionat segons el següent gràfic:
Habitants censats

### Habitatges
El 2007 hi havia 209 habitatges, 155 eren l'habitatge principal de la família, 22 eren segones residències i 32 estaven desocupats. 193 eren cases i 16 eren apartaments. Dels 155 habitatges principals, 125 estaven ocupats pels seus propietaris, 26 estaven llogats i ocupats pels llogaters i 4 estaven cedits a títol gratuït; 8 tenien dues cambres, 31 en tenien tres, 52 en tenien quatre i 65 en tenien cinc o més. 86 habitatges disposaven pel capbaix d'una plaça de pàrquing. A 66 habitatges hi havia un automòbil i a 67 n'hi havia dos o més.

### Piràmide de població
La piràmide de població per edats i sexe el 2009 era:
| Homes | Edats   | Dones |
| ----- | ------- | ----- |
| 0     | 95 o +  | 0     |
| 0     | 90 a 94 | 0     |
| 8     | 85 a 89 | 4     |
| 4     | 80 a 84 | 0     |
| 8     | 75 a 79 | 8     |
| 8     | 70 a 74 | 12    |
| 20    | 65 a 69 | 16    |
| 4     | 60 a 64 | 20    |
| 12    | 55 a 59 | 12    |
| 12    | 50 a 54 | 8     |
| 16    | 45 a 49 | 0     |
| 20    | 40 a 44 | 24    |
| 12    | 35 a 39 | 16    |
| 12    | 30 a 34 | 12    |
| 0     | 25 a 29 | 8     |
| 16    | 20 a 24 | 0     |
| 20    | 15 a 19 | 12    |
| 4     | 10 a 14 | 20    |
| 0     | 5 a 9   | 28    |
| 8     | 0 a 4   | 4     |

## Economia
El 2007 la població en edat de treballar era de 205 persones, 163 eren actives i 42 eren inactives. De les 163 persones actives 148 estaven ocupades (78 homes i 70 dones) i 16 estaven aturades (8 homes i 8 dones). De les 42 persones inactives 22 estaven jubilades, 7 estaven estudiant i 13 estaven classificades com a «altres inactius».

### Ingressos
El 2009 a La Forie hi havia 161 unitats fiscals que integraven 352 persones, la mediana anual d'ingressos fiscals per persona era de 16.062 €.

### Activitats econòmiques
Dels 14 establiments que hi havia el 2007, 1 era d'una empresa extractiva, 1 d'una empresa alimentària, 2 d'empreses de fabricació d'altres productes industrials, 3 d'empreses de construcció, 4 d'empreses de comerç i reparació d'automòbils, 1 d'una empresa d'hostatgeria i restauració i 2 d'empreses immobiliàries.
L'únic servei als particulars que hi havia el 2009 era una fusteria.
Dels 2 establiments comercials que hi havia el 2009, 1 era una botiga de menys de 120 m² i 1 una botiga de mobles.
L'any 2000 a La Forie hi havia 5 explotacions agrícoles.

## Equipaments sanitaris i escolars
El 2009 hi havia una escola elemental.

## Poblacions més properes
El següent diagrama mostra les poblacions més properes.